# Sepik (rivier)
De Sepik is de langste rivier van Papoea-Nieuw-Guinea. Zij is 1126 km lang en heeft haar bronnen in het centrale bergland nabij de grens met Papoea, dat een provincie van Indonesië is. De rivier stroomt, slingerend door het laagland vergelijkbaar met de Amazone, naar de Stille Oceaan. Het reusachtige gebied van 100.243 km² rondom de rivier is nog in ongerepte staat omdat hier nauwelijks houtkap of ontginning van bodemschatten plaatsvindt.
De Sepik-regio is een van de gebieden met de rijkste tribale kunst ter wereld. Het houtsnijwerk, vooral voorouderbeelden, dansmaskers en versierde prauwvoorstevens, zijn in elk goed gesorteerd etnografisch museum terug te vinden. Op veilingen worden tegenwoordig voor topstukken uit het Sepikgebied astronomische bedragen neergeteld.